# Вейкин, Ян Янович
Ян Янович Вейкин (латыш. Jānis Veikins; 22 сентября 1897 года, хутор Лауке, Вольмарский уезд, Лифляндская губерния — 11 апреля 1979 года, Москва) — советский военный деятель, Генерал-майор (1942 год).

## Начальная биография
Ян Янович Вейкин родился 22 сентября 1897 года на хуторе Лауке Вольмарского уезда Лифляндской губернии.

## Военная служба

### Первая мировая и гражданская войны
В мае 1916 года был призван в ряды Русской императорской армии. Принимал участие в боевых действиях на Северо-Западном фронте Первой мировой войны в чине унтер-офицера. Был выборным командиром стрелковой роты.
С февраля 1918 года служил в рядах РККА. тогда же был назначен на должность командира взвода 2-го Рижского Латышского полка, а в мае — на должность заведующий и комиссар полковой подвижной хлебопекарни 1-й бригады 2-й стрелковой дивизии Армии Советской Латвии и 32-й бригады 11-й стрелковой дивизии 15-й армии. Воевал на Западном фронте против белоэстонских и германских войск в Латвии, а также войск под командованием генерала Н. Н. Юденича под Петроградом.

### Межвоенное время
С октября 1920 года был слушателем Высшей объединённой военной школы Западного фронта в Смоленске, по окончании которой в сентябре 1922 года был назначен на должность руководителя пехотного отделения этой школы, в 1923 году — на должности — командира и комиссара 700-го и 755-го отдельного батальонов ЧОН в Смоленске и Минске, в июне 1924 года — на должности помощника командира 11-го и 10-го стрелкового полков 4-й стрелковой дивизии в Бобруйске и Слуцке.
С августа 1926 года был слушателем Военной академии РККА имени М. В. Фрунзе, по окончании которой в 1929 году был назначен на должность начальника оперативного отдела штаба 18-го стрелкового корпуса. В 1931 году поступил в адъюнктуру Военной академии имени М. В. Фрунзе, по окончании которой с октября 1932 года служил в этой же академии на должностях начальника учебной части оперативного факультета, старшего руководителя кафедры штабной службы и кафедры общей тактики. В 1935 году был назначен на должность начальника общевойсковой кафедры, а затем — на должность начальника штаба Военно-политической академии имени В. И. Ленина. С октября 1936 года был слушателем Академии Генерального штаба РККА, по окончании которой в октябре 1937 года был назначен на должность старшего преподавателя этой академии.
В 1938 году Ян Янович Вейкин был уволен из рядов РККА в запас по статье 43, п. «б». Через два месяца п. «б» статьи был изменен на п. «а». В 1939 году Вейкин был восстановлен в рядах РККА и был назначен на должность старшего преподавателя Академии Генерального штаба РККА. Весной 1941 года был представителем Генерального штаба по формированиям в Запорожской области.

### Великая Отечественная война
13 августа 1941 года Ян Янович Вейкин был назначен на должность командира 201-й стрелковой дивизии, формировавшейся в Гороховецких лагерях Московского военного округа. 3 декабря 1941 года дивизия получила приказ об убытии железной дорогой на фронт и 6 декабря части дивизии разгрузились под Москвой на станции Мытищи. 19 декабря дивизия совершила марш в район станции Апрелевка и сосредоточилась юго-западнее города Наро-Фоминск в районе Горчухино — Афанасовка. С 19 декабря 1941 по 13 января 1942 года дивизия участвовала в Наро-Фоминско-Боровской наступательной операции, по результатам которой овладела 13 населёнными пунктами, в том числе и Боровском и Ермолино. В ходе этих боёв 21 декабря 1941 года Я. Я. Вейкин был ранен и передал командование дивизией Г. Г. Паэгле.
В апреле 1942 года дивизия принимала участие в Демянской наступательной операции по блокированию и уничтожению окружённого противника в районе пгт Демянск (Новгородская область). 23 апреля противник смог деблокировать окружение, в результате чего образовался «рамушевский коридор» шириной 6-8 километров. С 3 по 20 мая 1942 года Северо-Западный фронт предпринял попытки замкнуть коридор и ликвидировать демянскую группировку противника, но их действия успеха не имели.
5 октября 1942 года 201-я стрелковая дивизия была преобразована в 43-ю гвардейскую стрелковую дивизию. 19 октября 1942 года в районе Вышнего Волочка Ян Янович Вейкин принял у председателя Верховного Совета Латвийской ССР Августа Кирхенштейна гвардейское знамя.
С конца ноября — в декабре 1942 года дивизия вела тяжёлые наступательные бои, в которых понесла серьёзные потери и практически не продвинулась по фронту. За потерю управления дивизией и невыполнение поставленной боевой задачи в этих боях 31 декабря 1942 года Ян Янович Вейкин был отстранён от должности и был назначен на должность командира 14-го гвардейского стрелкового полка 7-й гвардейской стрелковой дивизии. В этой должности зарекомендовал себя положительно и был представлен к восстановлению в прежней должности. В мае 1943 года Вейкин был отозван в распоряжение Военного совета Северо-Западного фронта и был назначен начальником штаба сборов командиров полков и дивизий войск фронта. С 17 августа по 3 сентября 1943 года командовал 94-м стрелковым корпусом, который формировался в Дмитрове. В ноябре того же года был назначен на должность начальника штаба этого корпуса, который участвовал в Житомирско-Бердичевской, Проскуровско-Черновицкой, Львовско-Сандомирской и Восточно-Карпатской операциях.
С 9 января по 12 февраля 1945 года командовал 94-м стрелковым корпусом, участвовавшим в Восточно-Прусской операции, в ходе которой Ян Янович Вейкин показал высокое воинское мастерство, отвагу и героизм, за что был награждён орденом Суворова 2 степени.

### Послевоенная карьера
В июне 1945 года был назначен на должность старшего преподавателя и заместителя начальника кафедры оперативного искусства Высшей военной академии имени К. Е. Ворошилова.
В мае 1960 года генерал-майор Ян Янович Вейкин вышел в отставку. Умер 11 апреля 1979 года в Москве. Похоронен на Введенском кладбище (10 уч.).

## Награды
- Орден Ленина;
- Пять орденов Красного Знамени;
- Орден Суворова 2 степени;
- Орден Отечественной войны 1 степени;
- Медали.

Почётные звания
- Почётный гражданин города Боровска.
- Почетный гражданин города Наро-Фоминска

## Память
В историко-краеведческом музее Боровска хранится шинель генерала и его фотография.